# 奉子成婚
奉子成婚即先孕後婚，又稱先有後婚，亦有“先上車後補票”之謔稱，指的是伴侶雙方因婚前性行為而有意或無意使一方懷孕，之後因為道德责任、舆论面子或讓子女能在完整的核心家庭成長等文化因素而締結的婚姻，多數案例是因為不安全性行為所致。現時不少同居伴侶則是有計劃地在一方懷孕後才正式結婚，有些甚至在子女出生後才結婚。
在英文中同义词是“霰弹枪婚礼”（shotgun wedding），原因传说是过去在美国如果女方未婚先孕，女方的父亲为了防止男方逃婚不肯承担责任，会拿着霰弹枪威逼其娶女儿直到婚礼完成为止。
古代有奉旨成婚（依照皇帝下达的聖旨而结婚）或媒妁之言（從前的婚姻多由双方父母操办決定）的先例，由於「子」和「旨」音相近（廣東話等更是同音），故人们說笑地把「旨」改做「子」，演变成現今的“奉子成婚”这个词语。另一个同类的词语——“先有後婚”來自与「先友後婚」（先做朋友然后再恋爱結婚）的说法，因為日常口語裡「有了」指懷孕，而「友」、「有」同音，故「友」被改成「有」，用以表示先懷孕後結婚的意思。